# Henry Bergman
Henry Bergman (São Francisco, 23 de fevereiro de 1868 – 22 de outubro de 1946) foi um ator de teatro e de cinema americano, conhecido por sua longa associação com Charlie Chaplin.

## Biografia

### Carreira artística
Nascido em São Francisco, Califórnia, em 1868. Atuou em teatro ao vivo, aparecendo em "Henrietta" em 1888 na Rua Hollis Theatre em Boston e na turnê de "Senador", em 1892 e 1893. Fazendo sua estreia na Broadway em 1899.  Fez a primeira participação cinematográfica foi na The Kompany L-KO em 1914 na idade de 46 anos. Em 1914, Bergman começou a trabalhar com Charlie Chaplin, começando com A Casa de Penhores. Para o resto de sua carreira, Bergman manteve-se como ator de personagens de Chaplin e trabalhou como assistente de estúdio, incluindo como Diretor Adjunto. Ele trabalhou em vários clássicos de Chaplin, e com muitos recursos posteriores, incluindo The Immigrant, The Gold Rush e The Circus. O último trabalho artístico de Bergman na tela, foi em Tempos Modernos como um dono de um restaurante, e sua contribuição final foi para O Grande Ditador, em 1940.

### Fora dos cinemas
Chaplin ajudou Bergman a financiar um restaurante em Hollywood, que se tornou um local popular para celebridades como um precursor para o posterior Brown Derby Restaurant.

### Morte
Henry Bergman continuou a ser associado aos Estúdios Chaplin até a sua morte de um ataque cardíaco em 1946. Sepultado no Hillside Memorial Park Cemetery em Culver City, Califórnia.

## Filmografia
- 1914 : The Baron's Bear Escape
- 1915 : Thou Shalt Not Flirt
- 1915 : The Butcher's Bride
- 1915 : Almost a Scandal
- 1915 : The Avenging Dentist
- 1915 : Bill's New Pal
- 1915 : The Kreutzer Sonata : Raphael Friedlander
- 1915 : Hearts and Flames
- 1915 : Poor Policy
- 1915 : Father Was Neutral
- 1915 : Love and Sour Notes : The Impresario
- 1915 : The Melting Pot : Mendel Quixano
- 1915 : Bill's Blighted Career
- 1915 : The Curse of Work
- 1915 : A Doomed Hero
- 1915 : The Right of Way : Trudel
- 1915 : The Curse of a Name
- 1915 : Life and Moving Pictures
- 1915 : Married on Credit
- 1915 : Destiny: Or, The Soul of a Woman : Avarice
- 1915 : Vendetta in a Hospital
- 1915 : Silk Hose and High Pressure
- 1915 : An Enemy to Society : Balthazar Van Tromp
- 1915 : Avenged by a Fish
- 1915 : Room and Board: A Dollar and a Half
- 1915 : One Million Dollars : Count Raoul D'Estes
- 1915 : The Baron's Bear Trap
- 1916 : Between Midnight
- 1916 : Charlot musicien (The Vagabond)
- 1916 : Charlot et le comte (The Count)
- 1916 : Charlot brocanteur (The Pawnshop) : Pawnbroker
- 1916 : Charlot fait du ciné (Behind the Screen) : Directory of history film
- 1916 : Charlot patine (The Rink) : Mrs. Stout and Angry Diner
- 1917 : Charlot policeman (Easy Street) : Anarchist
- 1917 : The Black Stork : The Detective
- 1917 : Charlot fait une cure (The Cure) : Masseur
- 1917 : L'Emigrant (The Immigrant) : The artist
- 1917 : Charlot s'évade (The Adventurer) : The Father
- 1918 : Une vie de chien (A Dog's Life) : Fat unemployed man / Dance-hall lady
- 1918 : The Bond : John Bull (British version)
- 1918 : Charlot soldat (Shoulder Arms) : Fat German sergeant / Field Marshal von Hindenburg
- 1919 : The Professor : Bearded man in flophouse
- 1919 : Une idylle aux champs (Sunnyside) : Villager and Edna's Father
- 1919 : Une journée de plaisir (A Day's Pleasure) : Captain, Man in Car and Heavy Policeman
- 1921 : Le Gosse (The Kid) : Night shelter keeper
- 1921 : Charlot et le masque de fer (The Idle Class) : Sleeping Hobo / Guest in Cop Uniform
- 1922 : Jour de paye (Pay Day) : Drinking Companion
- 1923 : Le Pèlerin (The Pilgrim) : Sheriff on Train / Man In Railroad Station
- 1923 : L'Opinion publique (A Woman of Paris) : Head Waiter
- 1925 : La Ruée vers l'or (The Gold Rush) : Hank Curtis
- 1928 : Le Cirque (The Circus) : An Old Clown
- 1931 : Les Lumières de la ville (City Lights) : Mayor / Blind Girl's downstairs neighbor
- 1936 : Les Temps modernes (Modern Times) : Cafe proprietor